# 柯洛7c
柯洛7c是一颗环绕COROT-7运行的太阳系外行星，位于麒麟座，距离地球约497光年。它在2009年由法国主持的柯洛计划所发现。它的质量是地球的8.4B倍，和COROT-7的平均距离为0.046个天文单位，围绕COROT-7公转一周的时间为3.698个地球日(88.8小时)。